# 蘇州夜曲
「蘇州夜曲」（そしゅうやきょく）は、西條八十作詞、服部良一作曲の歌謡曲である。

## 解説
李香蘭（山口淑子）の歌唱を前提に作られ、李香蘭主演の映画「支那の夜」（1940年（昭和15年）6月公開）の劇中歌として発表された。同年8月、渡辺はま子・霧島昇歌唱で日本コロムビアからレコードが発売された。
1953年（昭和28年）には、山口淑子歌唱のレコードが、自身主演の映画『抱擁』の主題歌「黒い百合」のカップリング曲として発売された。

## カバー

### 日本語版
- 秋吉敏子 - 1956年、アルバム『ザ・トシコ・トリオ』収録。
- マーティン・デニー - 1958年、アルバム『Exotica 2』収録。
- 胡美芳
- 美空ひばり - 1963年。
- ジュディ・オング - 1969年、オムニバス『レコード生活40年記念 服部良一魅力のすべて』収録。
- 都はるみ - 1969年、『都はるみオリエンタル旅情』収録。
- 雪村いづみ - 1974年、アルバム『Super Generation』収録。
- 戸川純 - 1982年、テレビドラマ『刑事ヨロシク』劇中歌。
  - ゲルニカ - アルバム『GUERNICA IN MEMORIA FUTURI』『蛹化の女～蜷川実花セレクション』収録。
- ASKA - 1988年、アルバム『SCENE』収録。同曲のカバーが珍しかった当時、お笑い芸人がふざけて歌うイメージが強かったためレコード会社に収録を猛反対された[1]。
- サンディー - 1990年、アルバム『Come again』収録。
- 奥田民生 - 1993年、DVD『OKUDA TAMIO LIVE SONGS OF THE YEARS』収録。
- 多岐川舞子 - 1995年。
- HONZI - 1996年、アルバム『one』収録。
- 米良美一 - 1996年、アルバム『母の唄 日本歌曲集』収録。
- TRY-TONE - 1997年、アルバム『A Cappella 1』収録。
- 李広宏 - 1999年、アルバム『中国語で歌う日本の心の歌』収録。この中国語バージョンは後にサントリー烏龍茶CMに採用される
- 山本潤子 - 2000年、アルバム『C'est du nanan!』収録。
- 庄野真代 with 浜田山～ず - 2001年、アルバム『Time Traveller vol.1 時代の夜汽車』収録。
- 石川さゆり - 2001年、アルバム『石川さゆり音楽会 2001秋』収録。
- EPO - 2001年、アルバム『air』収録。
- 香西かおり - 2001年、アルバム『綴織百景VOL.8 のすたるじい』収録。
- おおたか静流 - 2002年、アルバム『恋文』収録。
- 黒川泰子 - 2002年、アルバム『Beautiful our LOVE』収録。
- 遊佐未森 - 2002年、アルバム『檸檬』収録。
- 渡辺美里 - 2002年、アルバム『Café mocha 〜うたの木〜』収録。
- アン・サリー - 2003年、アルバム『moon dance』収録。
- 長澤まさみ - 2003年、映画『ロボコン』劇中歌。
- 平原綾香 - 2003年、シングル「Jupiter」収録。
- りあん - 2005年、「りあん‐アルバム『聖書 ～ ビーブリア ～』収録。
- 川中美幸 - 2006年、アルバム『川中美幸 服部良一を唄う』収録。
- INO hidefumi - 2006年、アルバム『Satisfaction』収録。
- 小田和正 - 2007年、アルバム『服部良一 〜生誕100周年記念トリビュート・アルバム〜』収録。
- 夏川りみ - 2007年、アルバム『歌さがし 〜リクエストカバーアルバム〜』収録。
- 八代亜紀 - 2007年、アルバム『名曲選 鰻谷』収録。
- 100s - 2007年、アルバム『ALL!!!!!!』収録。
- 水森かおり - 2007年、アルバム『歌謡紀行VI ～ひとり薩摩路～』収録。
- KOKIA - 2008年、アルバム『Fairy Dance 〜KOKIA meets Ireland〜』収録。
- 二階堂和美 - 2008年、アルバム『ニカセトラ』収録。
- 藤田恵美 - 2008年、アルバム『ココロの食卓 〜おかえり愛しき詩たち〜』収録。
- 氷川きよし - 2009年、アルバム『氷川きよし・演歌名曲コレクション10〜浪曲一代〜』収録。
- UA - 2010年、アルバム『KABA』収録。
- 桑田佳祐 - 2010年、自身のラジオ番組の特番にて。
- みとせのりこ - 2010年、アルバム『yorlga』収録。
- 蘭華 - アルバム『昭和を詠う〜大切なものへ〜』（2011年10月19日発売。ベルウッド BZCS-1083。編曲：綾部健三郎）収録。
- 浅草ジンタ - 2012年、アルバム『NIP POP』収録。
- 島谷ひとみ - 2012年、アルバム『Sign Music』収録。
- 為岡そのみ - 2012年、アルバム『フルコース』収録。
- 石原詢子 - 2013年のシングル『さよなら酒』、アルバム『我がこころの愛唱歌〜夢と希望に満ちてたあの時代〜』、2014年のCD-BOX『石原詢子 時代のうた』に収録。
- 高畑充希 - 2014年、西門希子名義、連続テレビ小説『ごちそうさん』劇中歌、同サウンドトラック『連続テレビ小説「ごちそうさん」オリジナル・サウンドトラック ゴチソウノォト おかわり』収録。
- 折坂悠太 - 2016年、のろしレコード企画　第1回「在りしひ」
- 香寿たつき - 2018年、アルバム『Gladiolus（グラジオラス）』収録。
- 純名里沙 - 2018年、アルバム『う・た・が・た・り』収録。
- 木山裕策 - 2020年、アルバム『月 美しき日本の抒情歌』収録。
- 城南海 - 2021年、アルバム『Reflections』収録。
- 羽山みずき - 2024年、アルバム『みずきの愛唱歌～山形生まれの癒しのコブシ～』収録。

### 中国語版・二胡
- 白虹（中国語版） - 1943年
- 姜小青（中国語版） - 1999年、アルバム『chai』収録。
- 陳佳